# Bušelića kula
Bušelića kula, srednjovjekovna kula u Tučepima.

## Povijest
Sagrađena je u Gornjim Tučepima u 17. stoljeću iznad zaseoka Bušelićâ. Podignuta je na povišenoj kamenoj glavici usred maslinika pa je zasigurno imala strateški položaj. Kula pravokutnog tlocrta sačuvana je danas do visine prvog kata, a kameni svod nad prizemljem je srušen i naziru mu se samo tragovi. Kulu se datira u 17. stoljeće, u razdoblje kada se je lokalno stanovništvo vlastitim naporima branilo od Turaka. Smatra ju se vrijednim primjerom obrambenog graditeljstva makarskog područja.

## Zaštita
Pod oznakom Z-5459 zavedeno je kao nepokretno kulturno dobro - pojedinačno, profana graditeljska baština, pravna statusa zaštićena kulturnog dobra.